# Axel Gustaf Hertzberg
Axel Gustaf Hertzberg, född 27 augusti 1832 i Jämtland, död 2 september 1878 i Düsseldorf , Tyskland, var en svensk bildkonstnär.
Hertzberg ägnade sig först åt porträtteckning och litografi men övergick senare till oljemåleri. Han studerade vid konstakademien i Stockholm 1849–1860. Han gjorde en resa till Finland där han stannade två år. Därefter studerade han konst i Paris, och slutligen Düsseldorf.
Hertzberg blev 1867 agré vid konstakademien  i Stockholm. Hertzberg finns representerad vid Nationalmuseum i Stockholm  och Norrköpings konstmuseum.

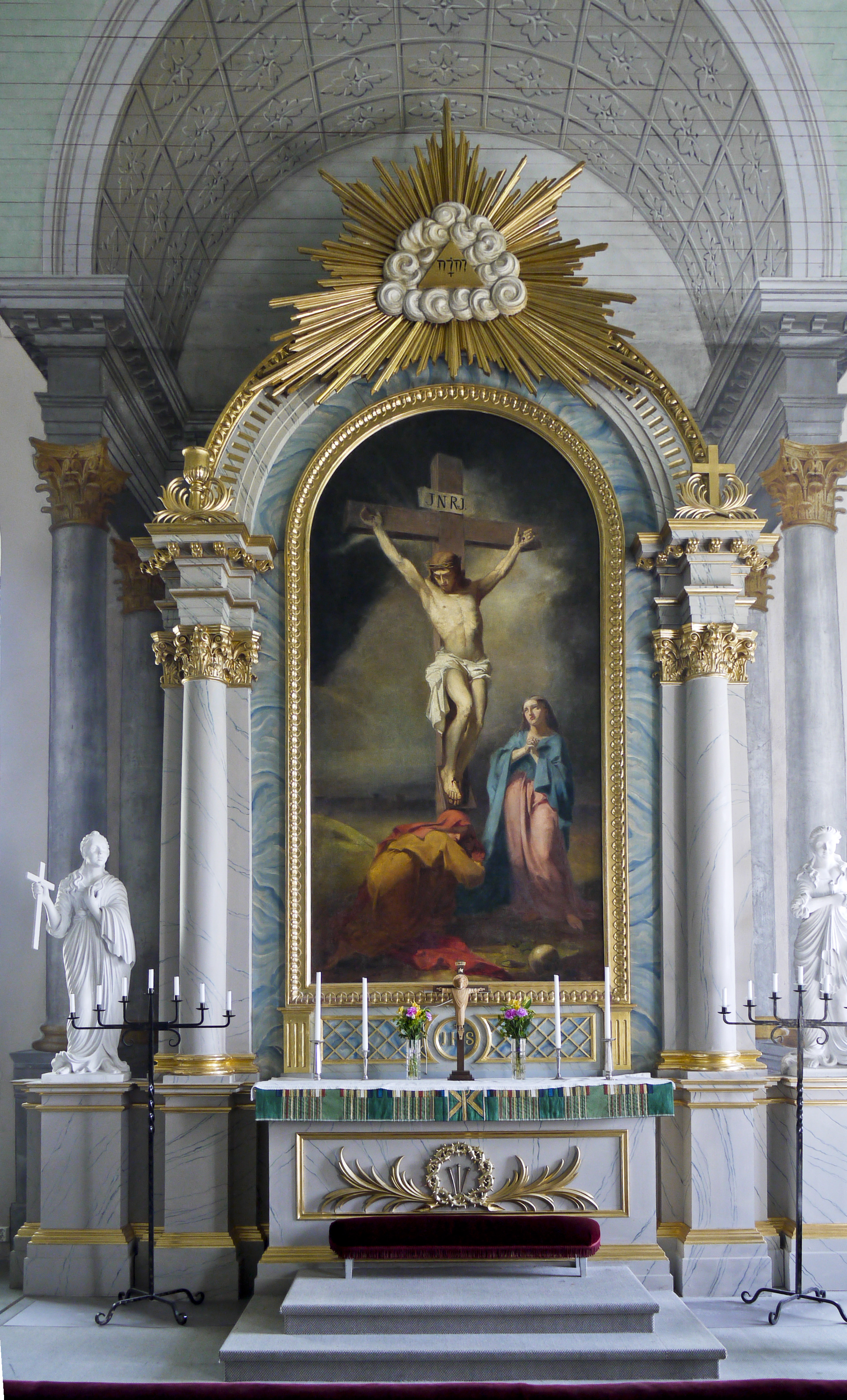
Kristus på korset, Hammerdals kyrka (1859).
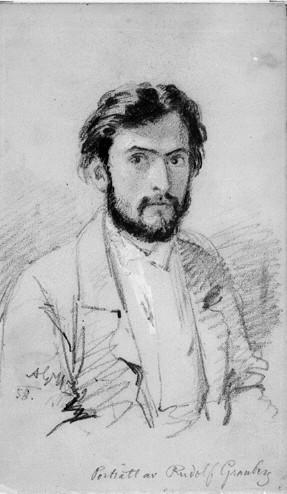
Porträtt föreställande Rudolf Granberg, blyerts (1858).